# Lijst van beelden in Delft
Dit is een (onvolledige) lijst van beelden in Delft. Onder een beeld wordt hier verstaan elk driedimensionaal kunstwerk in de openbare ruimte van de Nederlandse gemeente Delft, waarbij beeld wordt gebruikt als verzamelbegrip voor sculpturen, standbeelden, installaties, gedenktekens en overige beeldhouwwerken.
Voor een volledig overzicht van de beschikbare afbeeldingen zie: Beelden in Delft op Wikimedia Commons.
| Geplaatst | Omschrijving                              | Kunstenaar                            | Locatie                                                      | Wijk                           | Materiaal                                          | Afbeelding        |
| --------- | ----------------------------------------- | ------------------------------------- | ------------------------------------------------------------ | ------------------------------ | -------------------------------------------------- | ----------------- |
| 1614      | Charitas                                  | Hendrick de Keyser                    | Schoolstraat                                                 | Binnenstad                     | steen, de kleine beeldjes zijn later bijgeplaatst. |                   |
| 1769      | Weesmeisjes                               | Jacob Mattheus Cressant               | Oude Delft 116                                               |                                | steen                                              |                   |
| 1886      | Hugo de Groot                             | Frans L. Stracké                      | Markt                                                        | Binnenstad                     | brons                                              |                   |
| 1899      | Huetbank                                  | Arend Odé (plaquette)                 | Kalverbos in plantsoen                                       | Binnenstad                     | brons en zandsteen                                 |                   |
| 1930      | Vrouw met vlam                            | Henk Etienne                          | Sint Hippolytuskapel, hoek Oude Delft/Nieuwstraat            | Binnenstad                     | steen                                              |                   |
| 1932      | Les lieux-dits de l' expressions          | J.M. Navez                            | Barbarasteeg in hal Stadsontwikkeling                        | Binnenstad                     | staal                                              |                   |
| 1937      | Borstbeeld Hendrik Zwang                  | Henk Etienne                          | Frisoplein                                                   | Wippolder                      |                                                    |                   |
| 1938      | Koningin Wilhelmina                       | Henk Etienne                          | Nieuwe Plantage                                              | Binnenstad                     | gemetselde vijver met stenen                       |                   |
| ca.1941?  | Monument Gevallen voor het Vaderland      | Dirk Bus en T. Keuzenkamp jr.         | Jaffalaan 10                                                 | Wippolder                      |                                                    |                   |
| 1950      | Gedenkteken Voor hen die vielen 1940/1945 | Gradus van Eden                       | Nieuwe Plantage                                              | Binnenstad                     |                                                    |                   |
| 1955      | Plaquette Mienette Storm-van der Chijs    | Marian Gobius                         | Breestraat op gevel no. 1                                    | Binnenstad                     |                                                    |                   |
| 1955      | Gezinnen met kinderen                     | Martin van den Burgh                  | Willem van Aelststraat                                       |                                | steen                                              |                   |
| 1955      | De vier elementen, water                  | Leen Blom                             | Mekelweg                                                     |                                |                                                    |                   |
| 1955      | De vier elementen, vuur                   | Dirk Bus                              | Mekelweg                                                     |                                |                                                    |                   |
| 1955      | De vier elementen, lucht                  | Bram Roth                             | Mekelweg                                                     |                                |                                                    |                   |
| 1955      | De vier elementen, aarde                  | Cor van Kralingen                     | Mekelweg                                                     |                                |                                                    |                   |
| 1958      | Geertruyt van Oosten                      | Arie Teeuwisse                        | Oude Delft / Heilige Geestkerkhof                            | Binnenstad                     | hardsteen                                          |                   |
| 1958      | De oude en de nieuwe stad                 | Paul Grégoire                         | Colijnlaan / Weteringlaan                                    |                                |                                                    |                   |
| 1959      | Veulentje                                 | Gradus van Eden                       | Elzenlaan                                                    |                                |                                                    |                   |
| 1959      | De fietsers                               | Oswald Wenckebach                     | Westplantsoen / Hof van Delftlaan                            | Hof van Delft                  |                                                    |                   |
| 1960      | Sint Sebastiaan                           | Gerhard Marcks                        | Zuidwal                                                      | Binnenstad                     |                                                    |                   |
| 1960      | De Gemeenschap                            | Rudi Rooijackers                      | Bieslandsekade / Van Lodensteynstraat                        |                                |                                                    |                   |
| 1962      | Stalpaert van der Wiele                   | Arie Teeuwisse                        | Bagijnhof                                                    | Binnenstad                     | brons                                              |                   |
| 1963      | Dirk Coster                               | Henk Etienne                          | Boterbrug / Oude Delft, Meisjeshuis                          | Binnenstad                     | brons                                              |                   |
| 1963      | Arbeider, (Kabelfabriek)                  | onbekend                              | Schieweg, vrm kabelfabriek                                   |                                |                                                    |                   |
| 1964      | Waterdragers                              | Henk Tieman                           | Kalverbos naast de watertoren                                | Binnenstad                     | Beton, baksteen, keramiek                          |                   |
| 1964      | Stanislas                                 | Albert Termote                        | Stanislascollege, Westplantsoen                              | Binnenstad                     | brons                                              |                   |
| 1965      | Speelplastiek paarden                     | Paul Koning                           | van Blommesteynstraat                                        | Voordijkshoorn                 | beton                                              |                   |
| 1967      | Twee haasje over spelende kinderen        | Henk Tieman                           | Papsouwselaan, winkelcentrum                                 | Voorhof                        | brons                                              |                   |
| 1969      | Waternimf                                 | Godfried Pieters                      | Menno ter Braaklaan                                          | Voorhof                        | graniet                                            |                   |
| 1969      | Het Fabelmens                             | Jan van Halderen                      | Willem de Mérodestraat                                       | Voorhof                        |                                                    |                   |
| 1969      | De Gokkers                                | Jan van Halderen                      | Willem de Mérodestraat                                       | Voorhof                        |                                                    |                   |
| 1969      | Vogel                                     | Godfried Pieters                      | Voorhofdreef/Bosboom Toussaintplein                          | Voorhof                        |                                                    |                   |
| 1969      | Herinnerings- monument Kartuizerklooster  | Henk Tieman                           | Aletta Jacobstraat/ Westlands weg                            | Buitenhof                      | baksteen                                           |                   |
| 1971      | Buutpaal                                  | Henk Tieman                           | Lodewijk van Deysselhof                                      | Voorhof                        | keramiek                                           |                   |
| 1971      | Japanse dans                              | Toon Slegers                          | Menno ter Braaklaan / W. de Merodestraat                     | Voorhof                        | brons                                              |                   |
| 1973      | Zeehond                                   | Henk Tieman                           | Van Rijslaan, Titus Brandsma School                          | Buitenhof                      |                                                    |                   |
| 1975      | Melkmeisje                                | Wim T. Schippers                      | Naast de Nieuwe Kerk                                         | Binnenstad                     | beton met stuco                                    |                   |
| 1975      | Brons-gezin                               | Renske Morks                          | Juniusstraat, binnengebied scholengemeenschap                | Buitenhof                      |                                                    |                   |
| 1975      | Nikè                                      | Richard de Vrijer                     | Sportring                                                    | Delftse Hout                   | brons en hardsteen                                 |                   |
| 1975      | Dr. Germanus Vrijmoed                     | L. Schroever                          | Herculesweg (Dr. G. Vrijmoedhof)                             |                                |                                                    |                   |
| 1979      | zonder titel                              | Jan de Baat                           | Leeghwaterstraat                                             |                                |                                                    |                   |
| 1980      | Isthmus Landscape                         | Edward Barker                         | Bastiaanpoort                                                |                                |                                                    |                   |
| 1980      | Wankel evenwicht                          | Hans la Hey                           | Buitenhofdreef                                               | Buitenhof                      |                                                    |                   |
| 1982      | J.C. van Marken                           | Pieter de Monchy                      | Agnetapark                                                   | Hof van Delft                  |                                                    |                   |
| 1983      | H.K. Poot (Stenen dichtregel)             | Hans la Hey                           | A. van der Leeuwlaan, verzorgingshuis Abtswoude              | Voorhof                        | hardsteen                                          |                   |
| 1983      | Seinpaal                                  | J. Regout                             | Kruisstraat voor bibliotheek                                 | Binnenstad                     | staal                                              |                   |
| 1983      | Granito-vier objecten                     | Cor Dam                               | Nieuwe Plantage                                              | Binnenstad                     | beton granito                                      |                   |
| 1983      | Blauw-geel keramiek object                | Cor Dam                               | Nijverheidsstraat (laatstbekende locatie maart 2018)         | Voorhof                        | keramiek                                           |                   |
| 1987      | Delftse Koe of: Stier                     | Rob Brandt                            | Beestenmarkt                                                 | Binnenstad                     | gebakken en geglazuurd aardewerk                   |                   |
| 1987      | De drie clowns 2e naam De Melkjongens     | Richard de Vrijer                     | Sint-Olofsstraat                                             | Hof van Delft                  |                                                    |                   |
| 1988      | 3 variaties op een vierkant, 1            | Gerard Höweler                        | Vinkenlaan/Fuutlaan. Naast busbaan                           | Tanthof Oost                   | roestvast staal                                    |                   |
| 1988      | 3 variaties op een vierkant, 2            | Gerard Höweler                        | Aziëlaan / Libanonstraat                                     | Tanthof West                   | roestvast staal                                    |                   |
| 1988      | 3 variaties op een vierkant, 3            | Gerard Höweler                        | Gandhilaan / keerlus tramlijn 1                              | Tanthof West                   | roestvast staal                                    |                   |
| 1988      | Hun verzet onze vrijheid                  | Sofie Hupkens                         | Van Rijslaan 8, Delftse Daltonschool                         | Buitenhof                      |                                                    |                   |
| 1988      | Hommage aan Gaudí                         | Marianne Burgers & Chris Dagradi      | Sint-Agathaplein in tuin Prinsenhof                          | Binnenstad                     | keramiek                                           |                   |
| 1991      | Witte zwanen-Zwarte zwanen                | Bas Maters                            | Brasserskade, op het schoolplein                             | Vrijenban                      |                                                    |                   |
| 1994      | Huisje, boompje, beestje                  | Hans Kuyper                           | Brabantse Turfmarkt / Burgwal                                | Binnenstad                     | brons, hardsteen                                   |                   |
| 1994      | Hoorn des overvloeds                      | Bas Maters                            | Heilige Geest Kerkhof                                        | Binnenstad                     | aluminium                                          |                   |
| 1997      | Vierendeel (1) of Vier windstreken        | Hans la Hey                           | Nieuwe Plantage                                              | Binnenstad                     | beton en staal                                     |                   |
| 1997      | Vierendeel (2) of Vier windstreken        | Hans la Hey                           | Oostpoort                                                    | Binnenstad                     | beton en staal                                     |                   |
| 1997      | Vierendeel (3) of Vier windstreken        | Hans la Hey                           | Schoolstraat / Phoenixstraat                                 | Binnenstad                     | beton en staal                                     |                   |
| 1997      | Vierendeel (4) of Vier windstreken        | Hans la Hey                           | Zuidwal                                                      | Binnenstad                     | beton en staal                                     |                   |
| 1998      | Demeter                                   | Richard de Vrijer                     | Mekelweg; begraafplaats Jaffa                                | Wippolder                      |                                                    |                   |
| 1998      | Het blauwe hart                           | M. Smink                              | Oude Langedijk, keerlus van bussen                           | Binnenstad                     | plexiglas en staal                                 |                   |
| 1998      | Monument tegen de kinderarbeid            |                                       | Zocherweg                                                    | Hof van Delft                  | voorzien van door kinderen gemaakte tegels         |                   |
| 2003      | Willem de Zwijger                         | Auke Hettema                          | Sint-Agathaplein in tuin Prinsenhof                          | Binnenstad                     | brons                                              |                   |
| 2006      | onbekend                                  | Julio Moreno                          | passage Oude Delft/Stadsdeelkantoor                          | Binnenstad                     | verf                                               |                   |
| 2007      | Monument Voorhof                          | Chris Dagradi                         | Nicolaas Beetslaan/Multatuliweg                              | Voorhof                        |                                                    |                   |
| 2008      | Christiaan Huygens                        | Martin Abspoel                        | Mekelweg                                                     |                                |                                                    |                   |
| 2009      | Agneta van Marken-Matthes                 | Lon Pennock                           | Agnetapark                                                   | Hof van Delft                  |                                                    |                   |
| 2009      | Marc groet 's morgens de dingen           | Hans Kuyper                           | Molenweide                                                   | Hoornse Zoom                   |                                                    |                   |
| 2010      | Porseleinen lantaarnpalen                 | Adriaan Rees, Wendy Steenks, Ling Yun | Agathaplein                                                  | Binnenstad                     | Porselein                                          |                   |
| 2017      | Reinier de Graaf                          | Theo van de Vathorst                  | Reinier de Graafweg, ziekenhuis, perkje naast de hoofdingang |                                |                                                    |                   |
| 2017      | Leda en de zwaan                          | Lucie Leene                           | Reinier de Graafweg, achterzijde ziekenhuis                  |                                |                                                    |                   |
| 2017      | Acrobaten                                 | Lucie Leene                           | Reinier de Graafweg, perkje naast ziekenhuis                 |                                |                                                    |                   |
| 2017      | Moederschap                               | Antoine Vriens                        | Reinier de Graafweg, ziekenhuis, boven de roltrap            |                                |                                                    |                   |
| 2017      | Regenerative cells (Fietser)              | Kouji Ohno                            | Heertjeslaan                                                 |                                | oude Fiat-onderdelen                               |                   |
| 2020      | Tulpenpiramide                            | De Porceleyne Fles (Delft)            | Rotterdamseweg 205 (Land Art Delft) / Rijksweg A13           |                                | Porselein                                          |                   |
| ?         | Bladerachtige vorm                        | kunstenaar onbekend                   | Delftse Hout op surf eiland                                  | Vrijenban                      |                                                    |                   |
| ?         | Silhouet van twee figuren                 | kunstenaar onbekend                   | A. van der Leeuwlaan                                         | Voorhof                        |                                                    |                   |
| ?         | Ontmoetingsplaats                         | H. van Lunteren                       | Brahmslaan (tussen Debussy en Lisztflat)                     | Voorhof                        | brons en mozaïek                                   |                   |
| ?         | Stonehenge-Westerkwartier                 | Nout Visser                           | Brouwersstraat                                               | Hof van Delft & Voordijkshoorn |                                                    | Meer afbeeldingen |
| ?         | Hardstenen object                         | kunstenaar onbekend                   | groenstrook van der Slootsingel                              | Buitenhof                      |                                                    |                   |
| ?         | Zonnewijzer                               | kunstenaar onbekend                   | Heilige Geest Kerkhof                                        | Binnenstad                     |                                                    |                   |
| ?         | Figuur in vijver-brons                    | kunstenaar onbekend                   | Hof van Zilverlicht                                          | Voordijkshoorn                 |                                                    |                   |
| ?         | Macho's                                   | kunstenaar onbekend                   | Hoornsestraat                                                | Hof van Delft                  |                                                    |                   |
| ?         | Bloem-Joris terrein                       | kunstenaar onbekend                   | Jorisweg naast ingang St. Joris Gasthuis                     | Vrijenban                      |                                                    |                   |
| ?         | Graf Lodewijk XVII                        | kunstenaar onbekend                   | Kalverbos in plantsoen                                       | Binnenstad                     | hardsteen; smeedijzer                              |                   |
| ?         | Ringen                                    | André Volten                          | Martinus Nijhofflaan, gevel sporthal Buitenhof               | Buitenhof                      |                                                    |                   |
| ?         | Een goed gevoel                           | Corry Ammerlaan                       | Voordijkshoorn, hoek Kaasjeskruid                            |                                |                                                    |                   |
| ?         | Zwarte gaten                              | kunstenaar onbekend                   | middelpunt Rotterdamseweg                                    | Wippolder                      |                                                    |                   |
| ?         | De Liefdesbrief                           | Margot Berkman                        | Oostpoortweg A13, afslag 9                                   | Wippolder                      |                                                    |                   |
| ?         | Sarasani                                  | kunstenaar onbekend                   | Oude Delft 199                                               | Binnenstad                     |                                                    |                   |
| ?         | Vertikaal/horizontaal bolvorm-brons       | kunstenaar onbekend                   | Oude Delft no. 116 in tuin van Meisjeshuis                   | Binnenstad                     |                                                    |                   |
| ?         | Plaquette Antony van Leeuwenhoek          | kunstenaar onbekend                   | Oude Delft / Boterbrug                                       | Binnenstad                     |                                                    |                   |
| ?         | Strandhokjes                              | kunstenaar onbekend                   | Paxlaan / Melkhof                                            | Hof van Delft                  |                                                    |                   |
| ?         | Druppels op zand                          | kunstenaar onbekend                   | Plein Delftzicht / Hooikade                                  | Schieweg                       |                                                    |                   |
| ?         | Theater de Veste bronsplastiek            | kunstenaar onbekend                   | Theater de Veste                                             | Binnenstad                     | brons                                              |                   |
| ?         | Vierkante seconde                         | kunstenaar onbekend                   | Van Rijslaan / Tanthofkade, sledeheuvel                      | Buitenhof                      |                                                    |                   |
| ?         | Stoelen-alu cement                        | Jan Neggers                           | Westlandseweg bij Shell station                              | Voorhof                        |                                                    |                   |
| ?         | Buizen                                    | Rob Maingay                           | Westplantsoen / Hof van Delftlaan                            | Hof van Delft                  | staal                                              |                   |
| ?         | Oldelft-beton                             | Herman van der Heide                  | Willem van Aelststraat                                       | Vrijenban                      |                                                    |                   |
| ?         | De Delftse Tegelmannen                    | Marijke Gémessy                       | Abtswoudsepad                                                |                                |                                                    |                   |
|           | De jonge Hugo                             | Paola Steffens van der Drift          | Isaäc da Costalaan                                           | Delft                          |                                                    |                   |
| ?         | Reliëf Vogels                             | kunstenaar onbekend                   | Griegstraat                                                  | Buitenhof                      |                                                    |                   |
| ?         | IJreka Koe                                | IJreka Speeltoestellen                | Buitenhofdreef/ Delflandplein                                | Buitenhof                      |                                                    |                   |
| ?         | onbekend van Beierenlaan                  | kunstenaar onbekend                   | Jacoba van Beierenlaan                                       | Hof & Voordij                  |                                                    |                   |
| ?         | onbekend Junisstraat                      | kunstenaar onbekend                   | Juniusstraat 8, college                                      |                                |                                                    |                   |
| ?         | onbekend                                  | kunstenaar onbekend                   | Aan 't Verlaat                                               |                                |                                                    |                   |
| ?         | onbekend                                  | kunstenaar onbekend                   | Leeghwaterstraat                                             |                                |                                                    |                   |
| ?         | onbekend                                  | kunstenaar onbekend                   | Mekelweg                                                     |                                |                                                    |                   |
| ?         | onbekend                                  | kunstenaar onbekend                   | Oude Delft 219                                               |                                |                                                    |                   |
| ?         | onbekend                                  | kunstenaar onbekend                   | Sint Jorisweg                                                |                                |                                                    |                   |
| ?         | onbekend                                  | kunstenaar onbekend                   |                                                              |                                |                                                    |                   |
| ?         | onbekend                                  | kunstenaar onbekend                   | Herculesweg                                                  |                                |                                                    |                   |
| ?         | onbekend                                  | kunstenaar onbekend                   | Hof van Zilverlicht                                          |                                |                                                    |                   |
| ?         | onbekend                                  | kunstenaar onbekend                   | Prof Schermerhornstraat 9                                    |                                |                                                    |                   |
|           | onbekend                                  | onbekend                              | Delflandplein                                                | Delft                          |                                                    |                   |